# Crimla
Crimla är en kommun och ort i Landkreis Greiz i förbundslandet Thüringen i Tyskland.
Kommunen ingår i förvaltningsgemenskapen Weida tillsammans med staden Weida.